# Studánka Bobčok 1
Studánka Bobčok 1, někdy nazývaná také studánka Bobčok I či studánka Babčok 1, se nachází v lese Bobčok (Babčok) na krátké odbočce Šenovské naučné stezky v Šenově v okrese Ostrava-město. Geograficky se nachází v nížině Ostravské pánve v Moravskoslezském kraji. Voda z pramene teče do potoka Dolní Datyňka nazývaného také Venclůvka v povodí řek Lučina, Ostravice a Odra (úmoří Baltského moře).

## Další informace
Studánka Bobčok 1 je celoročně volně přístupná od turistického rozcestníku Šenovské naučné stezky.Studánka byla vybudována v rámci programu 2000 v roce 2000 ostravskými Lesy České republiky. Zdroj vody je umístěn v trubce v kamenné zídce a poblíž se nachází lavička. Zdroj vody vzniká infiltrací (vsakem) dešťových srážek do sprašových hlín. Voda je pak vedena podložím až k prameni. Voda by měla být pitná.

## Galerie

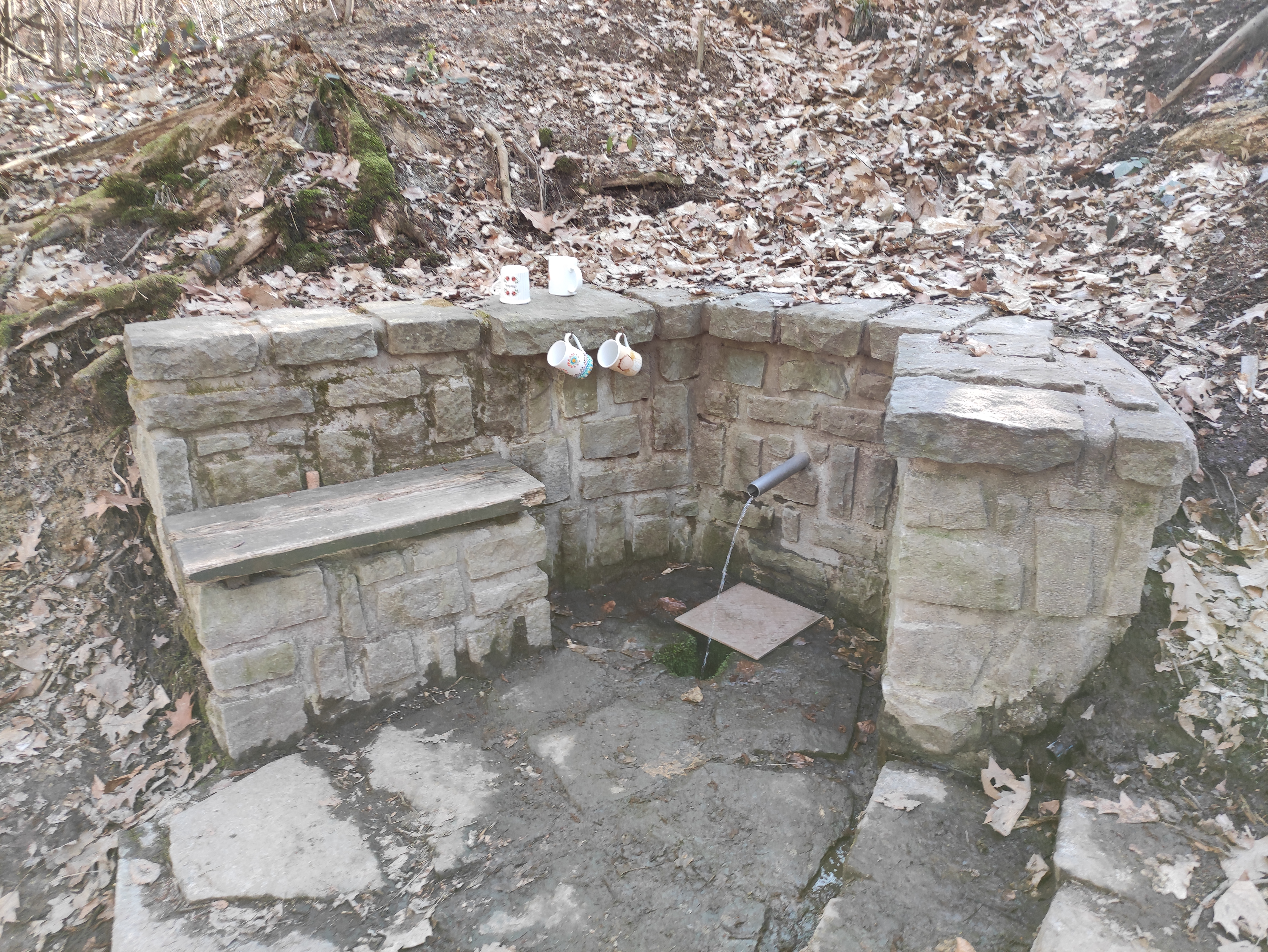
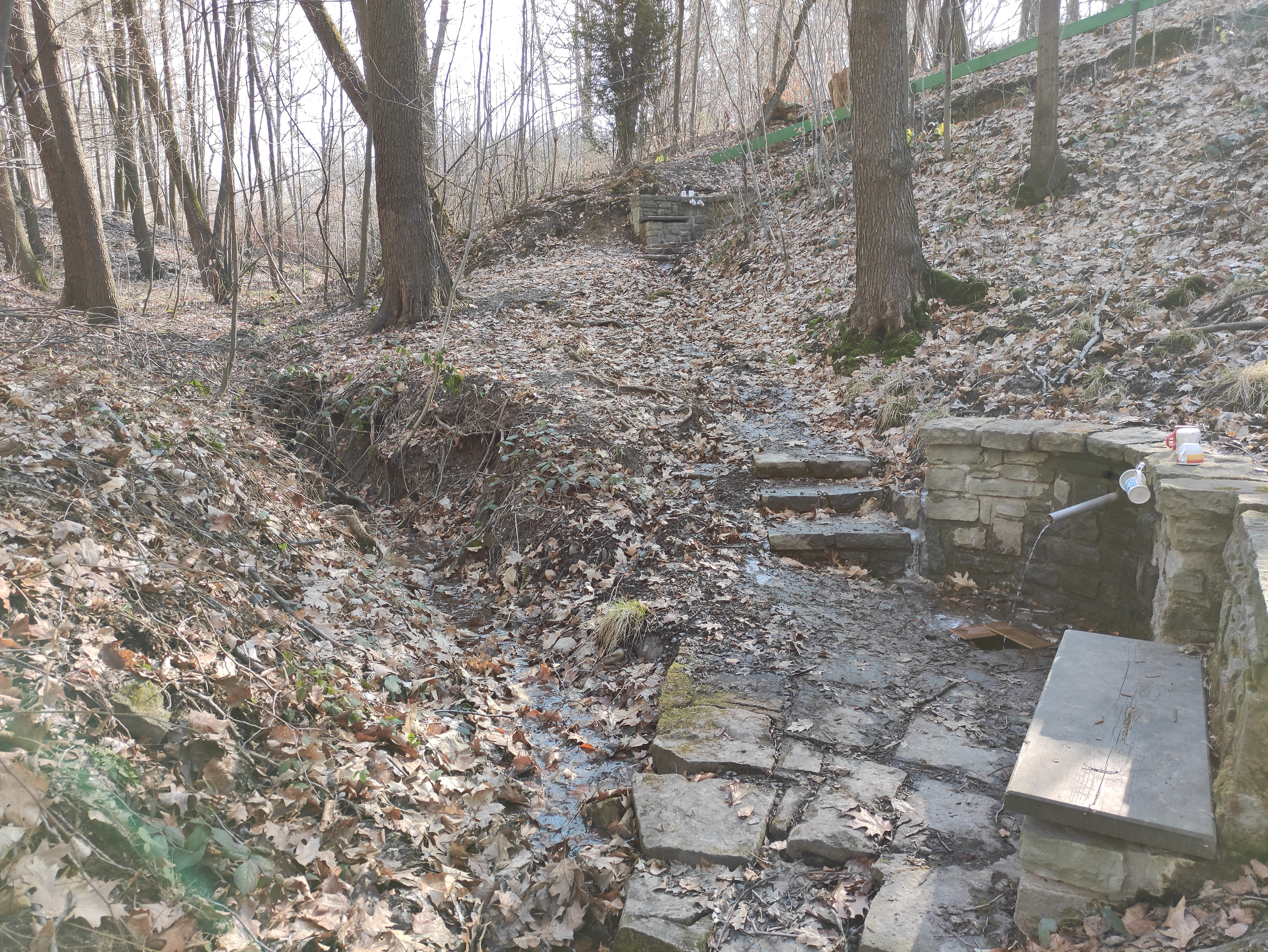
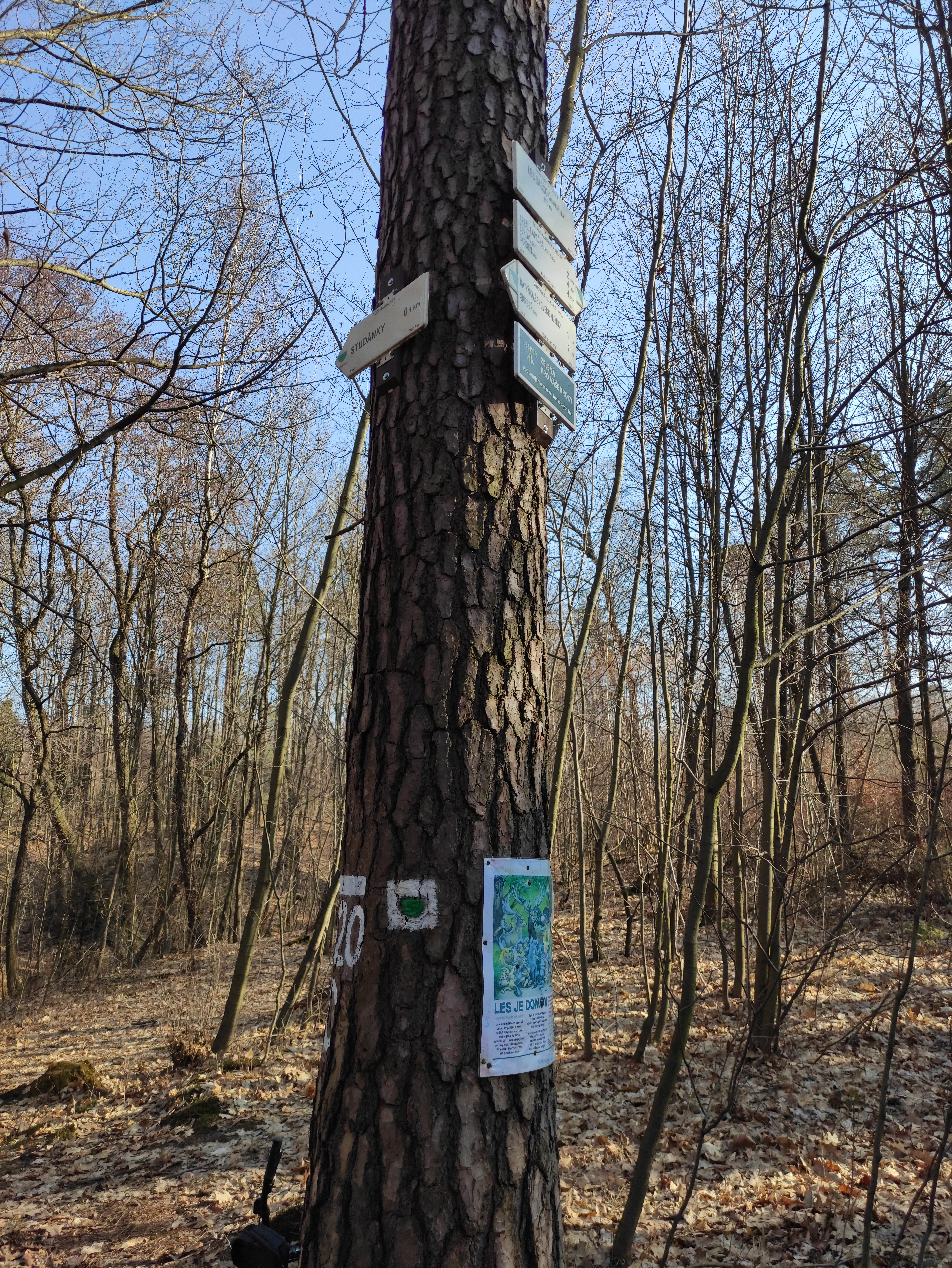